# Вальмёнстер
Вальмёнсте́р (фр. Valmunster) — коммуна во французском департаменте Мозель региона Лотарингия. Относится к кантону Буле-Мозель.	

## География

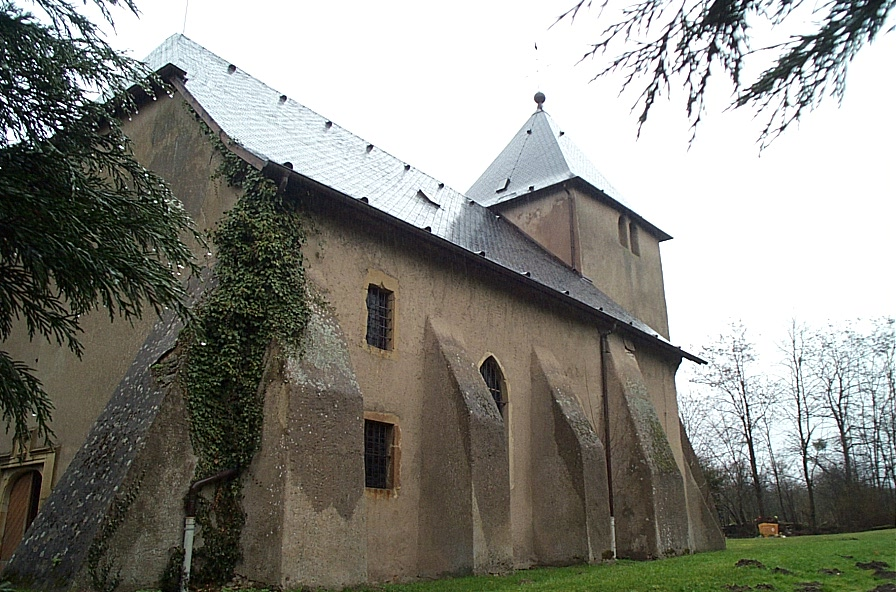
Церковь Сен-Жан-Батист в Вальмёнстере

Вальмёнстер расположен в 28 км к северо-востоку от Меца. Соседние коммуны: Оллен и Ремельфан на севере, Вельвен и Тетершан на востоке, Оттонвиль на юге, Эбланж на юго-западе, Беттанж и Гомланж на западе, Анзелен на северо-западе.

## История
- Коммуна бывшего герцогства Лотарингия, феод аббатства Меттлаш.

## Демография
По переписи 2008 года в коммуне проживало 86 человек.

## Достопримечательности
- Замок XVIII века, ныне фермерская усадьба.
- Церковь Сен-Жан-Батист, построена в романском стиле, датируется X веком. Зал с тремя нефами.